# Aphidiinae
Aphidiinae — підродина паразитичних їздців з родини Braconidae надродини Ichneumonoidea підряду Стебельчасточеревні ряду Перетинчастокрилі. На даний час у світовій фауні відомо близько 700 видів афідіїн з більш ніж 60 родів

## Класифікація
Є два погляди на таксономічний статус їздців-афідіїн: вони розглядаються або як самостійна родина в надродині Ichneumonoidea  , або як одна з підродин в родині Braconidae . Перша думка ґрунтується на морфологічних та екологічних особливостях групи, а друга — на даних молекулярної біології.

## Будова імаго та діагностичні ознаки
Тіло афідіїн видовжене, струнке. Голова найчастіше поперечна або наближається до кубічної. Очі середнього розміру, найчастіше мають овальну форму. Вусики середньої довжини, містять від 10 до 30 члеників, але зазвичай члеників не більше 20. Ноги довгі, стрункі. Черевце видовжене, з рухомим з'єднанням між 4-м та злитими 2-м і 3-м сегментами; яйцеклад короткий. Різноманітність найбільше помітна в жилкуванні передніх крил та будові яйцекладного апарату.
Довжина тіла найменших видів афідіїн складає близько 1 мм (Trioxys tanaceticola), найбільші види сягають майже 10 мм (Protaphidius wissmannii з повністю витягнутим черевцем). Найчастіше на території України можна зустріти види середнього розміру — від 2 до 4 мм. Самки як правило більші за самців, самці мають довші вусики та відносно менші очі.
Забарвлення переважно коричневе, коричневе з жовтим, може бути темно-коричневим, майже чорним, або, рідше, жовтим. Крила прозорі, найчастіше не забарвлені або трохи жовтуваті, рідко (P. wissmannii) частково затемнені. Жилки та птеростигма зазвичай жовті, жовто-коричневі, рідше коричневі. Забарвлення самців найчастіше більш темне та однорідне, а у самок більш яскраве, іноді контрастне.
Скульптура поверхні тіла в основному гладенька, різноманітною може бути скульптура проподеума, стебельця, середньо- та задньоспинки, латеральної та вентральної сторони грудей. Опушення більш (Areopraon, Praon) або менш (Diaeretus) розвинене.
Іноді в межах одного виду виділяють біотипи — форми, що мають певні морфологічні відмінності.
Важливими діагностичними ознаками є жилкування передніх крил, форма і скульптура проподеума і стебельця, форма і хетотаксія яйцеклада, пропорції та опушення вусиків, голови, середньоспинки. Для визначення родів та видів використовуються як якісні, так і кількісні ознаки. До складнощів визначення афідіїн можна віднести варіювання ознак у близьких видів та подекуди наявність біотипів всередині одного виду, маленькі розміри їздців та складність вимірювання кількісних індексів.

## Біологія
Афідіїни є спеціалізованими ендопаразитоїдами попелиць і відносяться до койнобіонтів, тобто вони дають можливість хазяїну розвиватись, рухатись, іноді навіть розмножуватись, не вбиваючи його аж до досягнення ними стадії личинки останнього віку. Такий спосіб паразитування вимагає наявності складних пристосувань преімагінальних стадій афідіїн, адже личинці паразита необхідно регулювати розвиток хазяїна, споживати його ресурси поступово, уникаючи занадто швидкої його загибелі.
Запасу поживних речовин у тілі попелиці достатньо для розвитку тільки однієї личинки паразитоїда. Разом з тим, відмічені випадки знаходження двох личинок афідіїн молодшого віку в 1 попелиці, як наслідок перезараження хазяїна. З декількох личинок, які опинилися в одному хазяїні, як правило, закінчує розвиток лише одна.
У несприятливих умовах навколишнього середовища у афідіїн спостерігається діапауза, яка є важливим пристосуванням для синхронізації життєвих циклів паразитоїдів та хазяїв.

## Поширення
Афідіїни поширені всесвітньо, але їх видове різноманіття найбільш представлено в помірному і субтропічному поясах Північної півкулі. Просторове поширення афідіїд обумовлене головним чином тритрофічними зв'язками між їздцями, попелицями і кормовими рослинами останніх.

## Господарське значення
Афідіїни широко використовуються у біологічному контролі попелиць у світі. Наприклад, Aphidius ervi, Aphidius smithi, Trioxys pallidus проти горохової попелиці, Praon exoletum і Trioxys complanatus проти плямистої люцернової попелиці, Aphidius matricariae проти попелиці Myzus persicae, Trioxys pallidus проти Chromaphis juglandicola, Betuloxys hortorum проти Tinocallis platani, тощо. Для більшої ефективності контролю бажано застосовувати їх разом з іншими агентами біометоду.